# دوري شباب أوروبا 2018–19
دوري شباب أوروبا 2018–19 هو الموسم السادس من دوري شباب أوروبا. أشرف على تنظيمه الاتحاد الأوروبي لكرة القدم، وكان عدد الأندية المشاركة في البطولة 64، وفاز فيها نادي بورتو.